# Torneio Quadrangular Pará-Guanabara
Torneio Quadrangular Pará-Guanabara foi uma competição amistosa interestadual de futebol disputada na cidade de Belém em 1966, que teve a participação de quatro equipes, duas do Estado do Pará e duas do Rio de Janeiro, então Estado da Guanabara, com três rodadas programadas para serem cumpridas, nas quais todas as equipes envolvidas se enfrentariam em rodadas duplas, sendo campeã aquela que tivesse o melhor aproveitamento, tendo se sagrado campeão, o Fluminense.

## Participantes
Botafogo
 Fluminense
 Remo
 Paysandu

## Tabela

### Primeira Rodada
| 1º de maio | Remo | 1–1 | Fluminense | Estádio Evandro Almeida |
|            |      |     |            | Árbitro: Antônio Santos |

| 1º de maio | Paysandu | 1–3 | Botafogo |                                                           |
|            |          |     |          | Público: 19,200 pags. (estimado) Renda: Cr$ 18.920.000,00 |

### Segunda Rodada
| 5 de maio | Paysandu | 0–2 | Fluminense | Estádio Evandro Almeida |
|           |          |     |            | Árbitro: Senra Muniz    |

| 5 de maio | Remo | 1–2 | Botafogo |                                                |
|           |      |     |          | Público: 15,139 pags. Renda: Cr$ 14.800.000,00 |

### Terceira Rodada
| 8 de maio | Remo | 0–1 | Paysandu | Estádio Evandro Almeida |
|           |      |     |          |                         |

| 8 de maio | Fluminense                   | 3–0 | Botafogo |                                                                           |
|           | Amoroso 12' · Valmir 57' 71' |     |          | Público: 19,353 pags. Renda: Cr$ 18.993.000,00 Árbitro: Teodoro Rodriguez |

Fluminense: Édson Borracha (Márcio); Oliveira, Valdez (Jorge Souza), Riva e Bauer; Jardel e Roberto Pinto (Alves); Gibira (Valmir), Lula, Amoroso e Gílson Nunes. Técnico: Tim
Botafogo: Florisvaldo; Joel, Zé Carlos, Dimas (Paulistinha) e Adevaldo; Élton e Luís Carlos; Roberto , Sicupira , Humberto (Jerônimo) e Artur. Técnico: Neca

## Classificação final
| Pos. | Equipe     | J | V | E | D | GM | GS | SG | PG |
| ---- | ---------- | - | - | - | - | -- | -- | -- | -- |
| 1º   | Fluminense | 3 | 2 | 1 | 0 | 6  | 1  | 5  | 5  |
| 2º   | Botafogo   | 3 | 2 | 0 | 1 | 5  | 5  | 0  | 4  |
| 3º   | Paysandu   | 3 | 1 | 0 | 2 | 4  | 3  | 1  | 2  |
| 4º   | Remo       | 3 | 0 | 1 | 2 | 2  | 4  | -2 | 1  |

| Torneio Quadrangular Pará-Guanabara |
| ----------------------------------- |
| Fluminense Campeão Invicto          |